# سیمئون چیلیبونوف
سیمئون چیلیبونوف (بلغاری: Симеон Чилибонов؛ زادهٔ ۲۲ ژوئن ۱۹۶۶) بازیکن فوتبال اهل بلغارستان است.
از باشگاه‌هایی که در آن بازی کرده است می‌توان به باشگاه فوتبال لوبک، باشگاه فوتبال لوکوموتیو صوفیه، و باشگاه ورزشی وان‌اسپور اف‌کی اشاره کرد.
وی همچنین در تیم ملی فوتبال بلغارستان بازی کرده است.